# Heesbeemden
Heesbeemden (Limburgs: De Bengd) is een natuurgebied ten noorden van Kronenberg en Sevenum in de Nederlandse provincie Limburg.
De Heesbeemden omvat tevens De Blakt en De Haagens.
Het gebied wordt doorstroomd door de Blakterbeek die in 2007 werd hermeanderd. Het bestaat uit broekbossen met els en wilg en kleine weilandjes die tot begin 21e eeuw in particulier bezit waren. Het hele gebied wordt beheerd door Staatsbosbeheer.
De Blakt was tot in de jaren zeventig van de twintigste eeuw een vuilstortplaats. Waar de stortplaats was ligt nu een heuvel in het gebied.
De Heesbeemden is rijk aan amfibieën en vlinders. Er broeden ongeveer 60 soorten vogels waaronder roofvogels, spechten, bosuilen en tal van rietvogels.
Men kan wandelen in het gebied.